# Whitecroft
Whitecroft – wieś w Anglii, w hrabstwie Gloucestershire, w dystrykcie Forest of Dean. Leży 25 km na południowy zachód od miasta Gloucester i 170 km na zachód od Londynu.